# Ashland (Metro de Chicago)
Ashland es una estación en las líneas Rosa y Verde del Metro de Chicago. La estación se encuentra localizada en 1601 West Lake Street en Chicago, Illinois. La estación Ashland fue inaugurada el 6 de noviembre de 1893.  La Autoridad de Tránsito de Chicago es la encargada por el mantenimiento y administración de la estación.

## Descripción
La estación Ashland cuenta con 2 plataformas laterales y 2 vías. 

## Conexiones
La estación es abastecida por las siguientes conexiones de autobuses: 
- Rutas del CTA Buses: #9 Ashland